# 타 환초

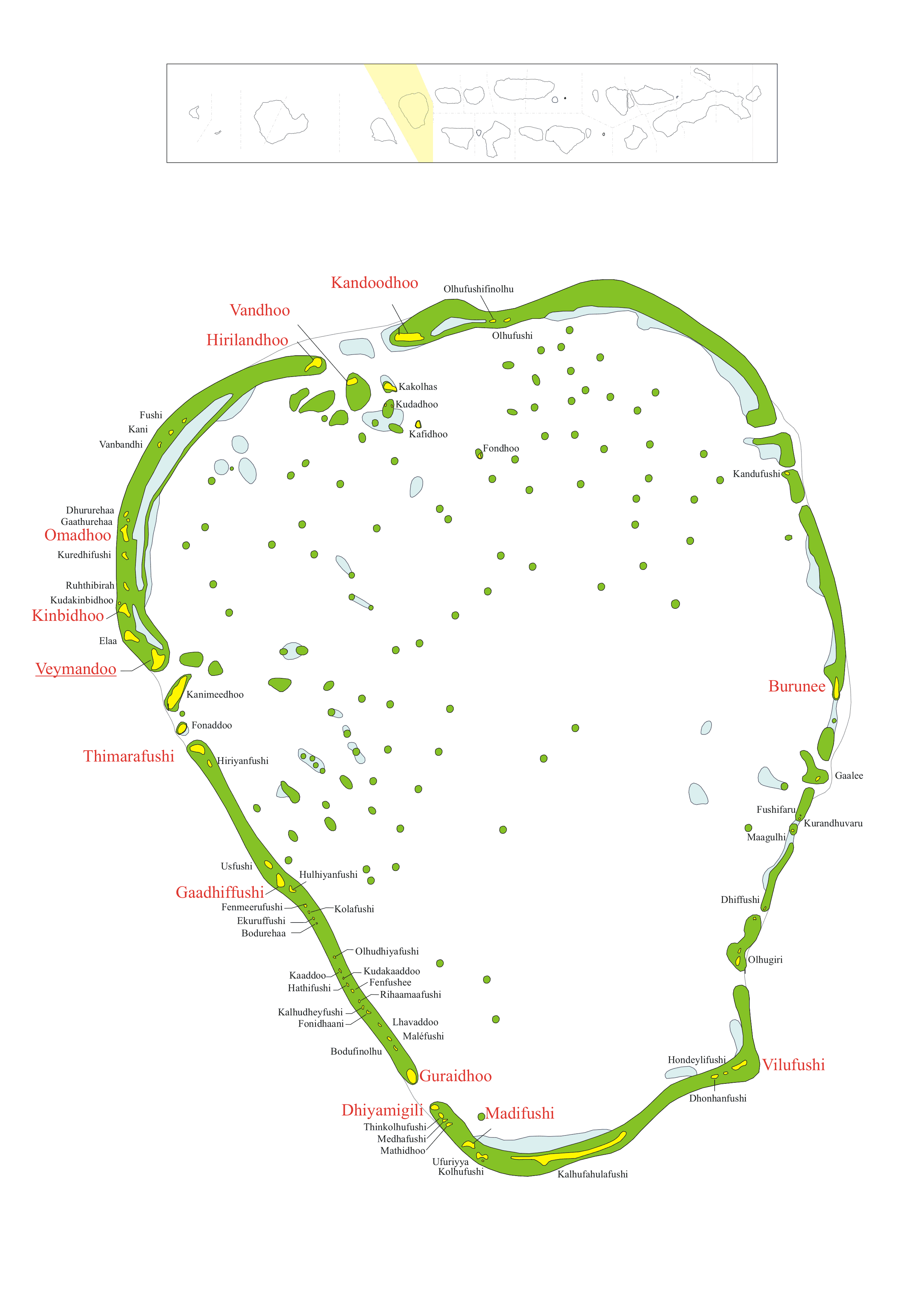
타 환초

타 환초(디베히어: ކޮޅުމަޑުލު, Thaa) 또는 콜루마둘루 환초(Kolhumadulu)는 몰디브 남부에 위치한 환초로 행정 중심지는 베이만두이며 인구는 13,846명(2006년 기준)이다. 66개 섬으로 구성되어 있다.